# 第一中央汽船
第一中央汽船株式会社（だいいちちゅうおうきせん）は、外航海運、内航海運や海上輸送を行う日本の準大手外航海運会社。
1960年、第一汽船と中央汽船の対等合併で誕生した企業。2015年9月29日に東京地方裁判所に民事再生法適用を申請した（同時申請の子会社は100%子会社である STAR BULK CARRIER CO.,S.A.）。(2016年8月31日民事再生手続き終結)

## 概要
民事再生法適用前は商船三井（旧大阪商船＝住友系列）の持分法適用関連会社であり、合併後から近年まで「住友グループ広報委員会」のメンバーだったため、住友系各社とは緊密な関係にあった。かつては旧住友金属工業（旧中央汽船の元親会社）の持分法適用関連会社でもあった。石炭や鉄鉱石などを運ぶバラ積み貨物輸送が事業の中心で、近年は中国の資源需要の増大を背景に運行隻数を拡大してきたが、資源安に加え、その中国の経済低迷といった逆風を受け業績が悪化。特にリーマン・ショック以降、ケープサイズの海運状況が急激に悪化し、自社所有の船舶の割合の少なさから、スポット契約によるリスクを大きく受けることとなった。2009年3月期は1625億円の売上に対して36億円の最終赤字、2010年3月期は1007億円の売上に対して37億円の最終赤字となった。1074億円の借入金の返済が不可能となったため2015年9月29日に民事再生法適用に至った。

## 沿革
データは主に同社公式の沿革ページを元にしている。

### 旧中央汽船
- 1892年2月（会社創業） 別子鉱業（のち住友鉱業、現住友金属鉱山）が船舶部を新設、所有船・御代島（みよしま）丸を貨客船として新居浜－尾道間にて運行開始。
- 1942年5月 住友鉱業船舶部ほか旧住友系を中心に船舶業者13社の大合同（戦時後期の企業合同）を実施、中央汽船運航株式会社（新居浜市に設立）となる。[注釈 1]
- 1946年5月 中央汽船へ社名変更。
- 1960年 第一汽船と合併、存続会社となる。

### 旧第一汽船
- 1933年9月 旧神戸市に会陽汽船として創業・会社設立（その後、大阪商船の資本介入あり）。
- 1947年12月 日本における正式社名の由来で、なおかつ英名表記の社名となるファーストシッピング[注釈 2]へ社名変更。
- 1949年10月 第一汽船へ社名変更。
- 1958年10月 新設子会社・第一船舶（現第一中央内航）へ船舶事業の一部を継承。
- 1960年 中央汽船と合併（被合併）、会社解散。

### 第一中央汽船
- 1960年10月 第一汽船と中央汽船の合併によって発足。本社は当初、後者の旧本社・神戸市に置いていた（神戸市の旧本社は近年まで登記上の本店としていた）。
- 1964年06月 本社を神戸市から東京都に移転。
- 1970年12月 アメリカ合衆国に現地法人を設立。
- 1988年03月 イギリスに現地法人を設立。
- 1996年06月 シンガポールに現地法人を設立。
- 2005年11月 環境マネジメントシステム「ISO 14001」認証取得。
- 2015年09月29日 民事再生法の適用を申請[1][2]。
- 2015年10月30日 上場廃止。
- 2016年3月9日 主要債権者である船主・造船所の海事クラスター14社（3月15日付で3社追加し17社に）との間で出資契約書を、うち1社との間で金銭消費貸借契約書を締結[3][4]。
- 2016年5月18日 再生計画認可決定[5]。
- 2016年6月21日 既存の発行済全株式を無償取得し消却。海事クラスターによる増資を実行[2][6]。
- 2016年8月31日 民事再生手続終結決定[7][2]。

## 国内外の拠点
国内
- 本社事務所（東京都港区）
- 和歌山出張所
- 鹿島出張所

海外
- Daiichi Chuo Shipping (America) Inc.
- Daiichi Chuo Shipping (Singapore) Pte.Ltd.
- Daiichi Chuo Shipping (China) Limited
- 上海事務所
- マニラ事務所
- ベトナム事務所
- Daiichi Australia Pacific
- Daiichi Chuo Shipping (India) Private Limited